# Anna Gawęcka
Anna Gawęcka (née Sołodkowicz le 15 février 1984 à Gdańsk) est une joueuse polonaise de volley-ball. Elle mesure 1,82 m et joue au poste de réceptionneuse-attaquante. 

## Clubs
| Club                       | De        | À         |
| -------------------------- | --------- | --------- |
| Gedania Gdańsk             | 1995-1996 | 2008-2008 |
| Trefl Sopot                | 2008-2009 | 2009-2010 |
| LTS Legionovia Legionowo   | 2010-2011 | 2013-2014 |
| MLKS Zawisza Sulechów      | 2014-2015 | 2014-2015 |
| Wisła Varsovie             | 2015-2016 | 2015-2016 |
| NOSiR Nowy Dwór Mazowiecki | 2016-2017 | 2017-2018 |
| Wisła Varsovie             | 2018-2019 | …         |